# Trichobius
Trichobius is een vliegengeslacht uit de familie van de luisvliegen (Hippoboscidae).

## Soorten
- T. adamsi Auguston, 1943
- T. corynorhini Cockerell, 1910
- T. major Coquillett, 1899
- T. sphaeronotus Jobling, 1939